# San Andrés y Providencia megye
San Andrés y Providencia Kolumbia egyik megyéje. A több szigetből álló, kis területű megye a Karib-tengerben található. Székhelye San Andrés.

## Földrajz
A Karib-tengerben található szigeteken fekvő megye Kolumbia partjaitól északnyugatra található, Panamától északra. A szigetek Nicaragua partjaihoz vannak legközelebb. A három legnagyobb sziget San Andrés, Providencia és Santa Catalina.

## Történelme
Spanyolország 1510-ben vetette meg a lábát a szigeteken, amit a gyarmatosítók guatemalai főkapitányság alá helyeztek. Ekkoriban még a szárazföldi területek gyarmatosítása volt a fő cél, így a spanyolok nem sokat törődtek a szigetekkel és nem létesítettek állandó településeket.
1630-ban angol puritánok sikertelenül próbáltak megtelepedni Providencián. 1641-ben a portugálok és spanyolok foglalták el újból a szigeteket, de állandó településeket akkor se alakítottak ki. 1670 és 1672 között a híres angol kalóz, Henry Morgan szállta meg a szigeteket és innen támadta Panamát.
1803-ban a szigeteket a kormányzó, ír származású Tomás O'Neil kérésére az Új-granadai Alkirálysághoz rendelték San Andrés-t és Providenciát, amit aztán Cartagenából igazgatták. A szigetek korábban Guatemalával kereskedtek, ám ettől fogva a dél-amerikai kontinenshez kezdtek szorosan kötődni.
1818-ban egy Louis-Michel Aury nevű francia kalóz argentin hajókkal szállta meg a szigeteket és ekkor számos angol protestáns illetve azok rabszolgái telepedtek itt le (utóbbiak utódai mai raizalok). A kalózok támogatták a Közép- és Dél-Amerikában zajló függetlenségi harcokat, jóllehet a nyílt együttműködést Simón Bolívar és más vezetők elutasították velük.
1822-ben a szigetek önként csatlakoztak Nagy-Kolumbiához, amely a területet Magdalena megye közigazgatása alá helyezte. Mexikó és Nicaragua ekkor magáénak kezdte el követelni a szigeteket. Nicaragua ugyan rendezte a kérdést Kolumbiával az 1928-as Esguerra-Bárcenas szerződéssel, ám a szandinista hatalomátvétel után felmondta azt és továbbra is igényt tart San Andrés és Providenciára, jóllehet a hágai Nemzetközi Bíróság 2007-ben megállapította Kolumbia jogát a szigetek feletti szuverenitásra. Honduras 1999-ben formálisan elismerte a szigetek feletti kolumbiai fennhatóságot.
Néhány lakatlan szigetre a 19. században az Amerikai Egyesült Államok is igényt tartott, ahol guanó-lelőhelyek voltak. A vita ezekről még a mai napig nem zárult le. A Panama-csatorna kiépítése idején, mikor is a kolumbiai kormány nem akarta támogatni a beruházást, az Államok hozzásegítette Panamát a függetlensége kivívásához 1903-ban. Ezzel egy időben az amerikaiak San Andrés és Providencia fekete protestáns lakosságának is felkínálták az önálló, Kolumbiától független állam kikiáltásának lehetőségét, ám akkor ők nem éltek ezzel a lehetőséggel. Röviddel később ezt megbánták, mivel a következő kolumbiai kormányok a helyi angol ajkú és protestáns vallású feketék illetve fehérek rovására katolikus spanyol nyelvűeket kezdett a szigetekre telepíteni, s az asszimilációs tevékenységekben katolikus misszionáriusok is aktívan részt vettek.
A szigeteken a mai napig vannak függetlenségi törekvések.

## Gazdaság
Legfontosabb termesztett növényei a kókuszdió, a manióka, az édesburgonya, a görögdinnye, az uborka és a padlizsán. Ipara nem jelentős.

## Népesség
Ahogy egész Kolumbiában, a népesség növekedése San Andrés y Providencia megyében is gyors, ezt szemlélteti az alábbi táblázat:
| Év             | Lakosság                        |
| -------------- | ------------------------------- |
| 1985           | Ekkor még nem létezett a megye. |
| 1993           | 50 094                          |
| 2005           | 70 554                          |
| 2012 (becsült) | 75 167                          |

A szigetek lakosságának nagy részét az 1960-as évekig a színesbőrű raizalok adták, akik egy angolalapú kreol nyelvet beszélnek és protestáns vallásúak. Mellettük csekély számban angol protestánsok is élnek. A szisztematikus betelepítés eredményeként ma már a raizalok és angolok 30%-át alkotják San Andrés és Providencia lakosságának, míg a többség kolumbiai eredetű spanyol ajkú katolikus. Ez az arány lehetetlenné teszi azt, hogy a szigetek elszakadjanak Kolumbiától. A telepítések a mai napig rendszerszinten folynak a kontinensről.